# Gustav Engel (Musiker)
Gustav Eduard Engel (* 29. Oktober 1823 in Königsberg (Preußen); † 19. Juli 1895 in Berlin) war ein deutscher Sänger (Tenor),  Musiktheoretiker, -pädagoge und -journalist.

## Leben
Nach dem Besuch des Gymnasiums in Danzig studierte Gustav Engel an der Universität zu Berlin Philologie und wurde 1847 promoviert. Im Anschluss ging er als Probelehrer an das Gymnasium zum Grauen Kloster in Berlin.
Bereits in Danzig erlernte er das Klavierspiel und hörte während des Studiums in Berlin auch Vorlesungen über Musik. 1843 trat Gustav Engel der Sing-Akademie zu Berlin bei und wurde 1846 Mitglied des Königlichen Domchores mit Auftritten als Tenorsolist. Nach Beendigung des Probejahres als Lehrer wendete er sich verstärkt dem Studium der Musiktheorie zu.  Ab 1853 war er „musikalischer Berichterstatter“ der Spenerschen Zeitung und ab 1861 für die Vossische Zeitung. Im Jahr 1863 begann er eine Tätigkeit als Gesangslehrer an Theodor Kullaks Neuen Akademie der Tonkunst und 1874 erfolgte die Berufung als Professor an die Königliche Hochschule für Musik in Berlin.
Darüber hinaus verfasste Gustav Engel einige musiktheoretische und musikpädagogische Werke.